# Stereodon holmenii
Stereodon holmenii là một loài Rêu trong họ Hypnaceae. Loài này được (Ando) Ignatov & Ignatova mô tả khoa học đầu tiên năm 2004.